# مایکل هولینگزوورث (دوچرخه‌سوار)
مایکل هولینگزوورث (انگلیسی: Michael Hollingsworth؛ زادهٔ ۱۶ اکتبر ۱۹۴۳) دوچرخه‌سوار اهل استرالیا است. وی در بازی‌های المپیک تابستانی ۱۹۶۴ شرکت کرده است.